# Orthocladius alpinus
Orthocladius alpinus är en tvåvingeart som först beskrevs av Jean-Jacques Kieffer 1913.  Orthocladius alpinus ingår i släktet Orthocladius och familjen fjädermyggor.
Artens utbredningsområde är Kenya. Inga underarter finns listade i Catalogue of Life.